# Жёлчнокаменная болезнь
Жёлчнокаменная болезнь (холелитиаз от др.-греч. χολή — жёлчь и λίθος — камень) — образование камней (конкрементов) в жёлчном пузыре, жёлчных протоках (жёлчные камни). При неосложнённом течении заболевания применяются консервативные методы терапии. Если при помощи РХПГ с ЭПСТ не получается извлечь конкремент из жёлчного протока (холедоха), то показано оперативное лечение.

## Эпидемиология
По данным многочисленных публикаций на протяжении XX века, в особенности второй его половины, происходило быстрое увеличение распространённости ЖКБ, преимущественно в промышленно развитых странах, в том числе в России. Так, по данным ряда авторов, заболеваемость холелитиазом в бывшем СССР увеличивалась почти вдвое каждые 10 лет, а камни в жёлчных путях выявлялись на вскрытиях у каждого десятого умершего независимо от причины смерти. В конце XX века в ФРГ было зарегистрировано более 5 млн, а в США более 15 млн больных ЖКБ, причём этим заболеванием страдало около 10 % взрослого населения. По данным медицинской статистики, холелитиаз встречается у женщин значительно чаще, чем у мужчин (соотношение от 3:1 до 8:1), причём с возрастом число больных существенно увеличивается и после 70 лет достигает 30 % и более в популяции. Возрастающая хирургическая активность в отношении холелитиаза, наблюдавшаяся на протяжении второй половины XX века, привела к тому, что во многих странах частота операций на жёлчных путях превзошла число других абдоминальных операций (включая аппендэктомию). Так, в США в 70-е годы ежегодно проводилось более 250 тыс. холецистэктомий, в 80-е — более 400 тыс., а в 90-е — до 500 тыс.

## Этиология
Этиологию жёлчнокаменной болезни нельзя считать достаточно изученной. Известны лишь экзо- и эндогенные факторы, увеличивающие вероятность её возникновения. К эндогенным факторам относятся, прежде всего, пол и возраст. По данным большинства и отечественных, и зарубежных статистик женщины страдают холелитиазом в 3-5 раз чаще, чем мужчины, а по данным некоторых авторов даже в 8-15 раз. При этом особенно часто камни формируются у многорожавших женщин. Среди основных возможных механизмов возникновения желчекаменной болезни выделяют метаболические, экзокринные и иммунологические.
Существенную роль играет, по-видимому, и конституциональный фактор. Так, ЖКБ, несомненно, чаще встречается у лиц пикнического телосложения, склонных к полноте. Избыточная масса тела наблюдается приблизительно у ⅔ больных. Способствуют развитию ЖКБ некоторые врождённые аномалии, затрудняющие отток жёлчи, например, стенозы и кисты гепатикохоледоха, парапапиллярные дивертикулы двенадцатиперстной кишки, а из приобретённых заболеваний — хронические гепатиты с исходом в цирроз печени. Определённое значение в формировании главным образом пигментных камней имеют заболевания, характеризующиеся повышенным распадом эритроцитов, например, гемолитическая анемия, хотя образующиеся у большинства больных мелкие пигментные камни, как правило, не сопровождаются типичными для холелитиаза клиническими проявлениями.
Из экзогенных факторов главную роль играют, по-видимому, особенности питания, связанные с географическими, национальными и экономическими особенностями жизни населения. Рост распространённости ЖКБ на протяжении XX века, преимущественно в экономически развитых странах, большинство авторов объясняют увеличением потребления пищи, богатой жиром и животными белками. В то же время в экономически процветающей Японии в связи с национальными особенностями питания холелитиаз встречается в несколько раз реже, чем в развитых странах Европы, США или в России. Крайне редко ЖКБ встречается в бедных тропических странах, Индии, Юго-Восточной Азии, где население питается преимущественно растительной пищей и часто страдает от недоедания.

## Патогенез
Начальным процессом образования жёлчных камней является образование замазкообразной жёлчи (билиарного сладжа). В 80-85 % случаев билиарный сладж исчезает, но чаще всего вновь возвращается.
Жёлчные камни формируются из основных элементов жёлчи. Нормальная жёлчь, выделяемая гепатоцитами, в количестве 500—1000 мл в сутки, представляет собой сложный коллоидный раствор с удельной массой 1,01 г/см³, содержащий до 97 % воды. Сухой остаток жёлчи состоит, прежде всего, из солей жёлчных кислот, которые обеспечивают стабильность коллоидного состояния жёлчи, играют регулирующую роль в секреции других её элементов, в частности холестерина, и почти полностью всасываются в кишечнике в процессе энтерогепатической циркуляции.
Различают холестериновые, пигментные, известковые и смешанные камни. Конкременты, состоящие из одного компонента, относительно редки. Подавляющее число камней имеют смешанный состав с преобладанием холестерина. Они содержат свыше 90 % холестерина, 2-3 % кальциевых солей и 3-5 % пигментов, причём билирубин обычно находится в виде небольшого ядра в центре конкремента. Камни с преобладанием пигментов часто содержат значительную примесь известковых солей, и их называют пигментно-известковыми. Структура камней может быть кристаллической, волокнистой, слоистой или аморфной. Нередко у одного больного в жёлчных путях содержатся конкременты различного химического состава и структуры. Размеры камней сильно варьируют. Иногда они представляют собой мелкий песок с частичками менее миллиметра, в других же случаях один камень может занимать всю полость увеличенного в размерах жёлчного пузыря и иметь вес до 60-80 г. Форма жёлчных конкрементов также разнообразна. Они бывают шаровидными, овоидными, многогранными (фасетчатыми), бочкообразными, шиловидными и т. д.
В известной мере условно различают два типа камнеобразования в жёлчных путях:
- первичный
- вторичный

Формирование конкрементов в неизменённых жёлчных путях является началом патологического процесса, который на протяжении длительного времени или в течение всей жизни может не вызывать значительных функциональных расстройств и клинических проявлений. Иногда обусловливает нарушения проходимости различных отделов желчевыводящей системы и присоединение хронического, склонного к обострениям инфекционного процесса, а, следовательно, и клинику ЖКБ и её осложнений.
Вторичное камнеобразование происходит в результате того, что уже в течение ЖКБ возникают нарушения оттока жёлчи (холестаз, жёлчная гипертензия) из-за обтурации первичными камнями «узких» мест жёлчной системы (шейка жёлчного пузыря, терминальный отдел холедоха), а также вторичных рубцовых стенозов, как правило, локализующихся в этих же местах, что способствует развитию восходящей инфекции из просвета желудочно-кишечного тракта. Если в образовании первичных камней главную роль играют нарушения состава и коллоидной структуры жёлчи, то вторичные конкременты являются результатом холестаза и связанной с ним инфекции жёлчной системы. Первичные камни формируются почти исключительно в жёлчном пузыре, где жёлчь в нормальных условиях застаивается на длительное время и доводится до высокой концентрации. Вторичные конкременты, помимо пузыря, могут образовываться и в жёлчных протоках, включая внутрипечёночные.

### Первичные холестериновые камни
Наиболее изученным является процесс образования первичных холестериновых камней, которые в чистом виде или с небольшими примесями жёлчных пигментов и кальциевых солей встречаются наиболее часто, составляя более 75-80 % всех конкрементов. Синтезируемый гепатоцитами холестерин нерастворим в воде и жидких средах организма, поэтому в состав жёлчи он поступает «упакованным» в коллоидные частицы — мицеллы, состоящие из солей жёлчных кислот и отчасти лецитина, молекулы которых ориентированы таким образом, что гидрофильные их группы обращены наружу, что обеспечивает устойчивость коллоидного геля (раствора), а гидрофобные внутрь — к нерастворимым гидрофобным молекулам холестерина. В составе мицеллы на 1 молекулу холестерина приходится 6 молекул жёлчных солей и 2 молекулы лецитина, увеличивающих ёмкость мицеллы. Если по тем или иным причинам, например, в результате нарушения синтеза жёлчных кислот, наблюдающемся при избытке эстрогенов, связанном с беременностью или использованием эстрогенных контрацептивов, жёлчные кислоты оказываются не в состоянии обеспечить формирование стабильных мицелл, жёлчь становится литогенной и холестерин выпадает в осадок, что обусловливает возникновение и рост камней соответствующего состава.
При нормальном содержании жёлчных солей нестабильность мицелл и литогенность жёлчи может определяться и избыточным синтезом, и выделением в жёлчь холестерина, по-видимому, наблюдающемся при ожирении: возникает относительная недостаточность жёлчных солей.
Формирование пигментных конкрементов изучено в значительно меньшей степени. Причиной первичных пигментных камней являются нарушения пигментного обмена при различных формах гемолитических анемий. Часто пигментные камни образуются вторично при наличии в жёлчных путях инфекционного процесса, в том числе связанного с холелитиазом. Возбудители воспаления, прежде всего кишечная палочка, синтезируют фермент Р-глюкуронидазу, которая превращает растворимый конъюгированный билирубин в неконъюгированный, выпадающий в осадок.
Первичные чисто известковые камни исключительно редки и могут формироваться при гиперкальциемии, связанной с гиперпаратиреозом.

### Вторичные холестериновые камни
Вторичное обызвествление преимущественно пигментных и в меньшей степени холестериновых камней обычно происходит в инфицированных жёлчных путях, причём источником кальциевых солей является в основном секрет слизистых желёз выходного отдела жёлчного пузыря и воспалительный экссудат.
Находящиеся в жёлчном пузыре камни, удельная масса которых, как правило, ниже единицы, находятся во взвешенном (плавающем) состоянии и не могут оказывать гравитационного давления на стенки пузыря. Камни диаметром менее 2-3 мм способны проходить по пузырному протоку в холедох и далее вместе с жёлчью в двенадцатиперстную кишку. Более крупные камни могут под давлением жёлчи с трудом проталкиваться через пузырный проток и узкую терминальную часть общего жёлчного протока, травмируя при этом слизистую оболочку, что может привести к рубцеванию и стенозированию этих и без того узких мест желчевыводящей системы. Затруднение оттока любого секрета, в частности жёлчи в соответствии с общим законом хирургической патологии, всегда способствует возникновению и прогрессированию восходящей инфекции из просвета желудочно-кишечного тракта, которая в первую очередь обычно развивается в жёлчном пузыре (холецистит).

## Симптомы
В чистом виде болезнь практически не даёт симптомов, первые признаки появляются через 5-10 лет. Единственным проявлением собственно ЖКБ можно назвать желтуху, а также приступ жёлчной (печёночной) колики, вызванной движением камня по жёлчным путям. Внезапная боль, приступ колики возникает при увеличении давления в жёлчном пузыре (более 3000 Па) или жёлчном протоке (свыше 2700 Па) из-за преграды к опорожнению жёлчи в виде камня.
Все остальные симптомы дают сопутствующие заболевания. Боль носит режущий, колющий характер, возможна иррадиация болей в поясницу, правую лопатку, правое предплечье. Иногда боли иррадиируют за грудину, что симулирует приступ стенокардии (холецистокоронарный симптом Боткина).
Случается, что камни в жёлчном пузыре не вызывают болезненных симптомов вообще. В таком случае их могут обнаружить случайно при УЗИ или при рентгенологическом обследовании.

## Диагностика
Самым популярным методом диагностики ЖКБ является ультразвуковое исследование. В случае проведения УЗИ квалифицированным специалистом необходимость в дополнительных обследованиях отсутствует. Хотя для диагностики может использоваться также холецистоангиография, ретроградная панкреатохолангиорентгенография. Компьютерная томография и ЯМР томография дороже, но с большей точностью позволяют диагностировать течение болезни.

## Терапия
Рекомендуется диета Певзнера № 5. Для консервативного лечения может использоваться ударно-волновая литотрипсия, применение рекомендуется при отсутствии холецистита и совокупном диаметре камней до 2 см, хорошей сократимости жёлчного пузыря (не менее 75 %). Эффективность ультразвуковых методов менее 25 %, так как в большинстве случаев камни недостаточно хрупкие. Из малоинвазивных методов применяется лапароскопическая холецистэктомия и лапароскопическая холецистолитотомия. Эти методы не всегда позволяют достичь желаемого результата, поэтому выполняется лапаротомическая холецистэктомия «от шейки». Классическая полостная операция по удалению жёлчного пузыря, холецистэктомия, была впервые выполнена в 1882 году в Берлине.
Удаление жёлчного пузыря в 99 % случаев снимает проблему холецистита. Как правило, это не оказывает заметного влияния на жизнедеятельность, хотя в некоторых случаях это приводит к постхолецистэктомическому синдрому (клинические симптомы могут сохраняться у 40 % больных после проведения стандартной холецистэктомии по поводу камней жёлчного пузыря). Летальность операций различается во много раз для острых (30-50 %) и хронических форм заболевания (3-7 %).
Консервативная терапия при помощи препаратов желчных кислот (урсодезоксихолевая и хенодезоксихолевая кислота) или путём стимуляции синтеза жёлчных кислот препаратами растительного происхождения (экстракт бессмертника песчаного). В ряде случаев удается растворить мелкие, до 2 см в диаметре, конкременты.

## Осложнения
В среднем в 50 % случаев может развиться одно из следующих осложнений ЖКБ:
1. Острый холецистит (развивается в 50 % случаев камненосительства);
2. Обтурационный холедохолитиаз (в 10-25 % случаев при холецистолитиазе);
3. Обтурационный папиллолитиаз;
4. Стеноз большого дуоденального сосочка;
5. Рак желчного пузыря (на фоне камненосительства развивается у 70-95 % пациентов);
6. Холангит, холангиогенный гепатит;
7. Панкреатит, панкреонекроз;
8. Механическая желтуха;
9. Пузырно-дигестивные свищи (при длительном камненосительстве);
10. Билио-билиарные свищи (синдром Мириззи)[8].